# Or natiu
L'or és un mineral de la classe dels elements natius que pertany al grup del coure. La classificació de Nickel-Strunz classifica l'or en la subclasse de metalls i aliatges intermetàl·lics i en la família del coure-cupalita; mentre que la classificació de Dana el classifica en la subclasse de metalls fora del grup del platí. L'or es considera un metall preciós, que des de l'antiguitat ha estat preuat per la seva bellesa, resistència als atacs químics i mal·leabilitat. Com la majoria d'elements natius, presenta un punt de fusió relativament baix (1.063 °C). L'or s'utilitza com a estàndard en l'intercanvi econòmic internacional, així com en joieria, electrònica (com a conductor, tot i el seu elevat cost) i processos fotogràfics. L'or pot presentar diferents impureses de plata, coure, pal·ladi i mercuri.

## Classificació
Segons la classificació de Nickel-Strunz l'or natiu pertany a «01.AA - Metalls i aliatges intermetàl·lics de la família coure-cupalita» juntament amb els següents minerals: alumini, coure, plom, níquel, plata, steinhardtita, auricuprur, cuproaurur, tetraauricuprur, anyuiïta, khatirkita, novodneprita, cupalita, hunchunita, stolperita, hollisterita, icosaedrita, kriatxkoïta i proxidecagonita.

## Formació i context geològic
L'or es troba en quantitats rellevants en tres tipus de dipòsits:
- En vetes de quars hidrotermal formades en roques metamòrfiques i ígnies.
- En dipòsits volcànics exhalatius de sulfurs.
- En dipòsits tipus placer tant consolidats com no consolidats.

També es pot trobar en dipòsits formats a partir de metamorfisme de contacte (com per exemple, en skarns); també en altres dipòsits hidrotermals i en dipòsits epitermals com ara les fumaroles marines.

## Morfologia
L'or se sol trobar formant grans disseminats en vetes de quars amb pirita i altres sulfurs com a minerals associats. També es troba en forma de grans arrodonits, palletes (nuggets) o escates (flakes), en dipòsits de tipus placer tant antics com actuals. Les palletes són originàries de dipòsits hipogenètics, formant-se majoritàriament en vetes, però poden ser transformades mitjançant l'erosió i el transport.